# Universidade de Ciências Aplicadas Georg-Simon-Ohm Nuremberga

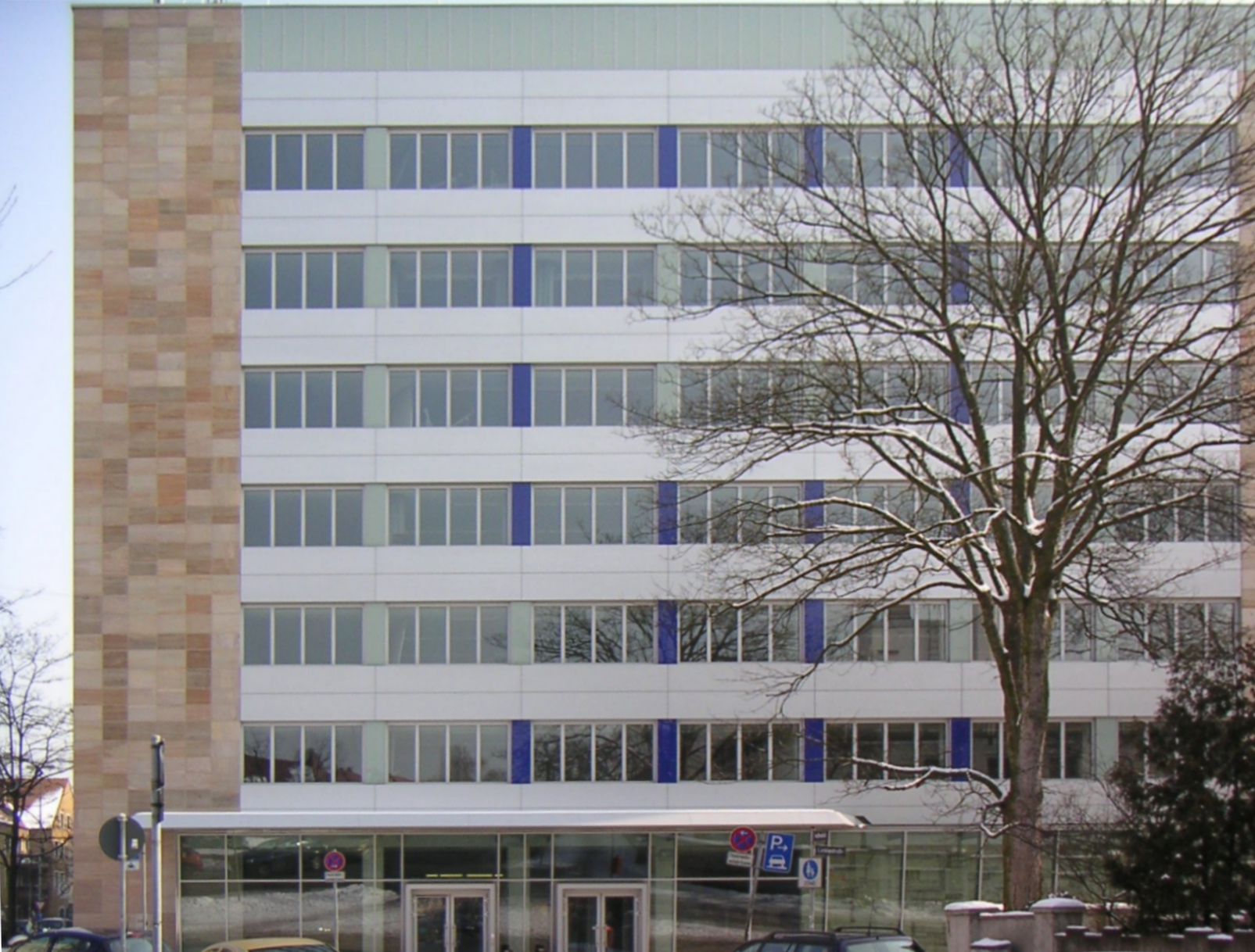
A sede da universidade na praça Kesslerplatz em Nuremberga

A Universidade de Ciências Aplicadas Georg-Simon-Ohm Nuremberga (Georg-Simon-Ohm-Hochschule Nürnberg) é uma instituição de ensino a nível superior localizada em Nuremberga, Alemanha.
A atual universidade foi fundada por Johannes Scharrer em 1823, sendo inicialmente a "Escola Politécnica Municipal" e é hoje em dia uma das mais antigas escolas técnicas do continente europeu com aproximadamente 8.400 estudantes de 91 nações. Em 1932 a escola recebeu o nome do físico Georg Simon Ohm, que foi professor de 1833 a 1848 nesta instituição escolar.
A universidade oferece os seguintes cursos:
- Arquitetura
- Química
- Engenharia civil
- Administração
- Engenharia eléctrica
- Tecnologia da informação
- Design
- Ciência da computação
- Engenharia mecânica
- Ciências sociais
- Engenharia química
- Ciência dos materiais